# Bader Najem
Bader Mohammed Najem Al Shammari (in arabo بدر محمد نجم الشمري‎?; Al Kuwait, 20 agosto 1980) è un calciatore kuwaitiano, attaccante dell'Al-Qadisiya.

## Carriera

### Nazionale
Esordisce con la  Nazionale kuwaitiana il 9 maggio 2002, contro la Germania.

Ha disputato con la selezione olimpica le olimpiadi di Sydney 2000.